# Magnolia wolfii
Espèce
Statut de conservation UICN

PEWB1ab(iii)+2ab(iii); D : Peut-être éteint à l'état sauvage
Magnolia wolfii est une espèce de plantes à fleurs de la famille des Magnoliaceae. C'est un arbre endémique de Risaralda en Colombie. L'espèce fait partie de la liste des 100 espèces les plus menacées au monde établie par l'UICN en 2012.